# Fly Geyser

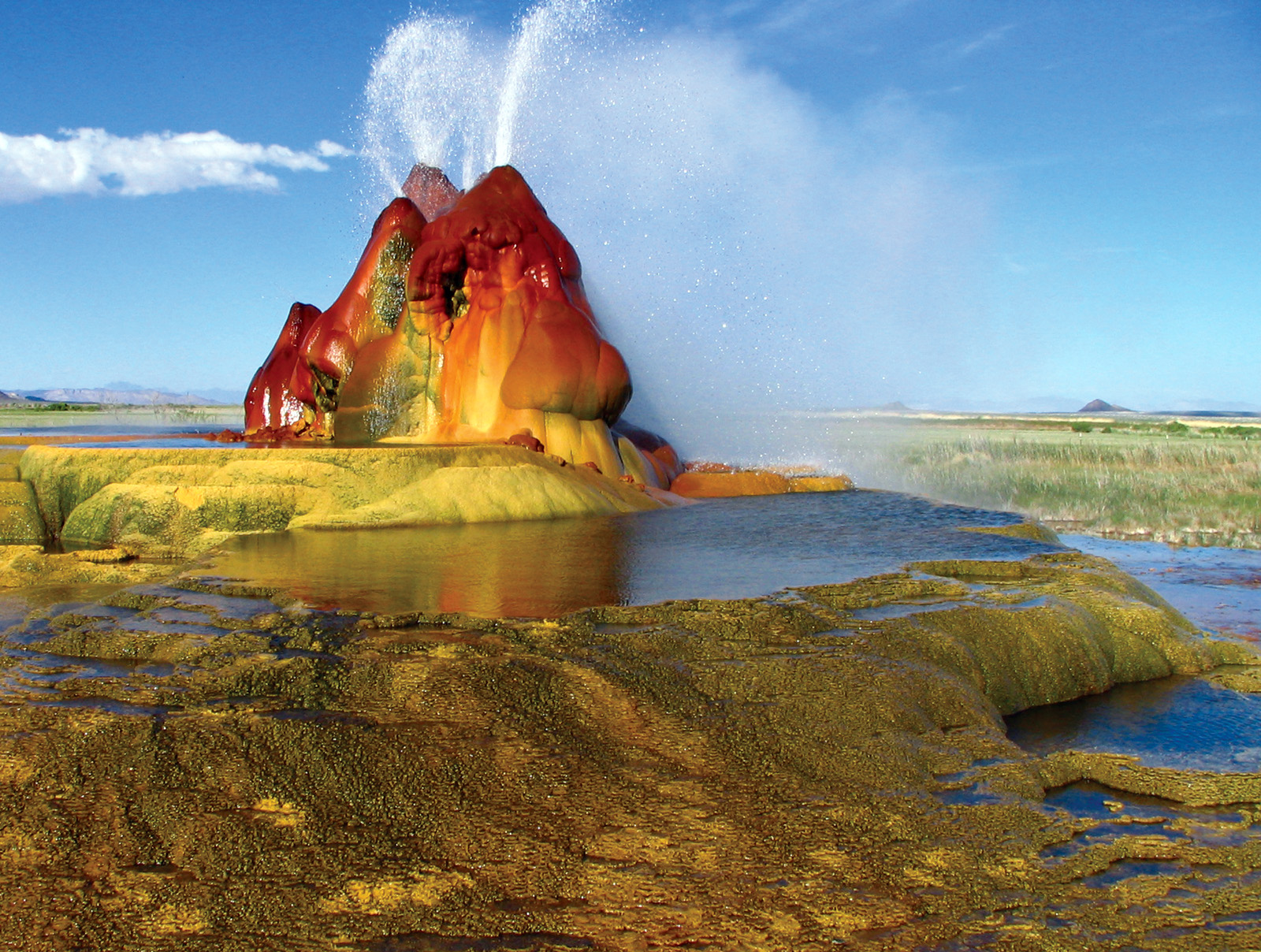
Il Fly Geyser

Il Fly Geyser è un geyser situato nella contea di Washoe (Nevada, Stati Uniti d'America).

## Luogo
Il Fly Geyser si trova nel Fly Ranch, un'area privata di circa 15 km², situata a due km dalla strada statale 34 del Nevada e a circa 34 km a nord della città di Gerlach, posta al limitare del deserto Black Rock. 
Nel 2016, l'intero Fly Ranch è stato acquistato per 6,5 milioni di dollari dall'associazione no-profit Burning Man Project.

## Formazione
Il Fly Geyser si è formato dopo che, nel 1964, venne effettuata una trivellazione alla ricerca di fonti di energia geotermica. La sorgente calda che venne raggiunta non aveva una temperatura sufficiente (era di circa 93 °C), e quindi il progetto fu abbandonato, ma il pozzo venne chiuso in maniera non adeguata, lasciando il getto d'acqua libero di uscire dal terreno.
Il geyser consiste in realtà di diverse bocche (la cui gittata raggiunge il metro e mezzo); i depositi spruzzati dal geyser hanno generato un cumulo di travertino di forma irregolare, con tre punte, i coni sono alti circa 1,8 m, e l'intero tumulo è alto dai 7,6 ai 9,1 m. La struttura è circondata da una quarantina di formazioni a terrazzo che si estendono per 30 ettari; il geyser è coperto da varie specie di alghe termofile, che fioriscono in ambienti umidi e caldi, dando luogo a molteplici tonalità di verde e rosso, che colorano le rocce.

## Altri geyser vicini

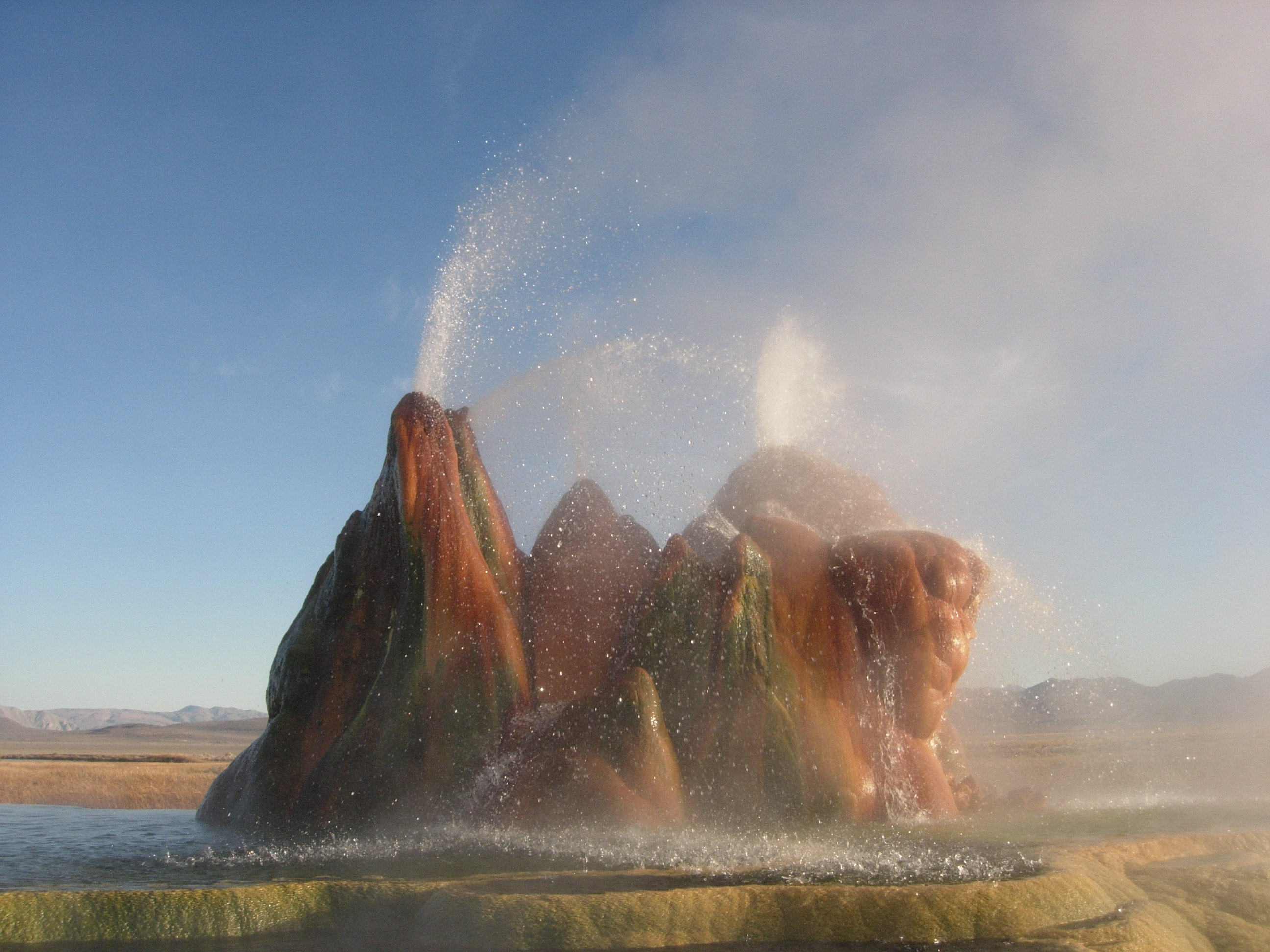
Il Fly Geyser visto da un'altra angolazione

Un primo geyser sul posto, situato ad alcune decine di metri dal Fly Geyser, venne formato già nel 1916-17, quando gli allora proprietari del ranch, nel tentativo di rendere coltivabile il terreno, perforarono il suolo in cerca di una sorgente d'acqua atta all'irrigazione; la trivellazione colpì invece la stessa sorgente termale del Fly Geyser, con analoghe conseguenze; negli anni, il getto d'acqua formò attorno a sé un cono in carbonato di calcio alto poco più di tre metri. Questo primo geyser è rimasto asciutto sin dalla trivellazione del 1964, privato probabilmente della pressione dell'acqua dal Fly Geyser.
Oltre al Fly Geyser, nel Fly Ranch sono presenti altri due geyser attivi e in continua crescita: uno, alto poco meno di un metro, avente la forma di un piccolo vulcano, e l'altro, sempre a forma di cono, grande circa quanto il Fly Geyser.